# Обитаев, Семён Павлович
Семён Па́влович Обита́ев (1772 ― 1838/1839, Москва) ― российский архитектор.

## Биография
Родился в апреле 1772 года.
В 1785—1799 и в 1802—1813 годах служил в Архитектурной экспедиции Московской управы благочиния, в перерыве в конторе городского строительства при московской полиции. В 1807 году получил звание архитекторского помощника. В 1813 году — старший архитекторский помощник Комиссии строений Москвы. С 1815 года — в должности архитектора, исполнял обязанности начальника 1-го участка Москвы.
Умер 22 декабря 1838 (3 января 1839) года. Похоронен на Ваганьковском кладбище вместе с женой, Анной Борисовной (11.07.1775—31.01.1853); могила утрачена.

## Проекты и постройки

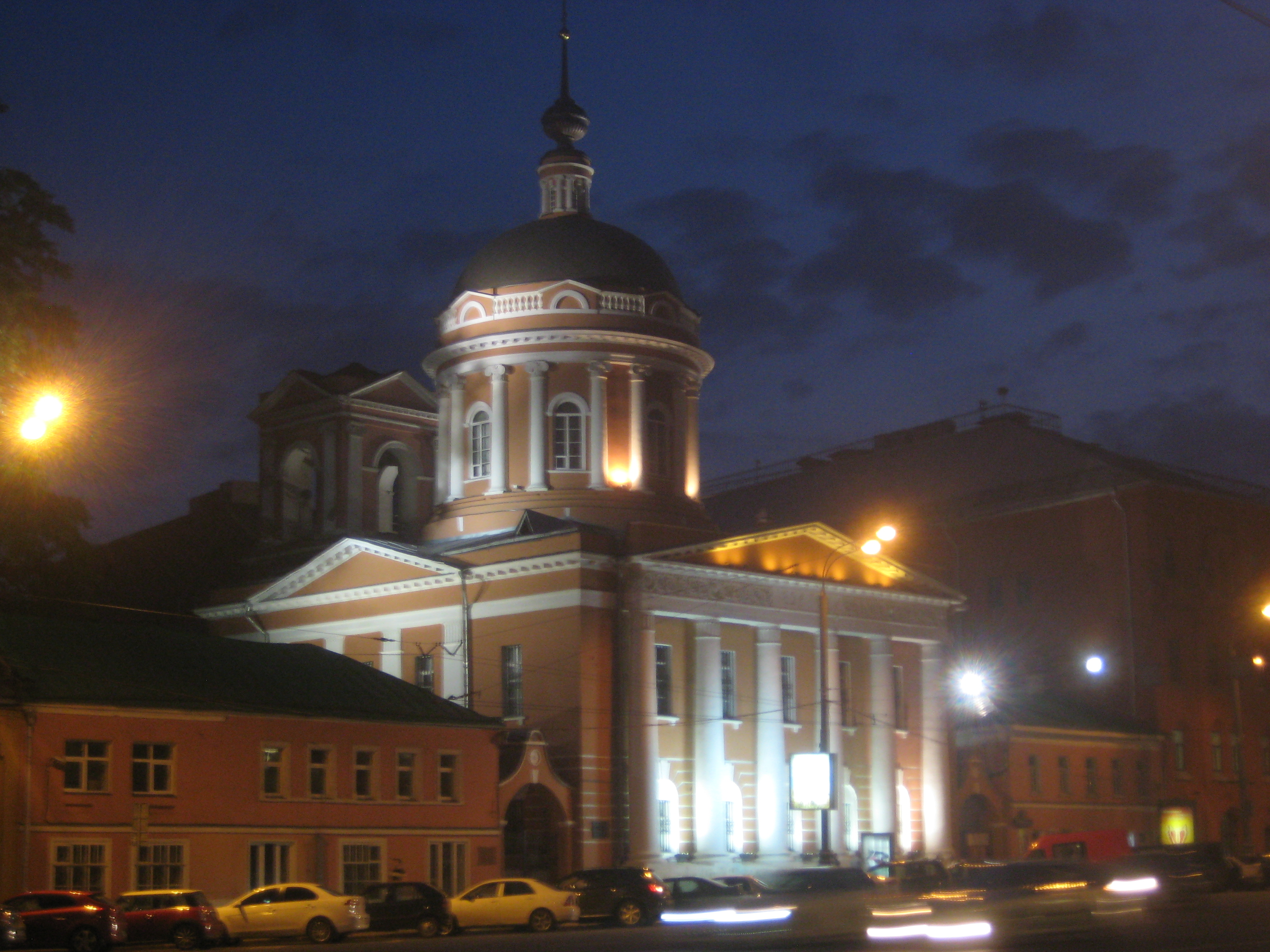
Храм апостола Иоанна Богослова под Вязом

В 1815 году обследовал строения соляных складов, составил планы зданий присутственных мест Звенигорода, Рузы и Можайска.
В 1822 году ему было поручено разобрать и вновь построить церковь Иоанна Богослова Под Вязами (Новая площадь, 12, совместно с Л. П. Карлони). В том же году он разработал проект гостиного двора в Бронницах, в 1824 году ― проект ограды с воротами для церкви Николы «Красный звон» в Китай-городе (Никольский пер., 9а). В 1825 году он проектировал Успенский собор Заиконоспасского монастыря. В 1827 году вместе с Ф. М. Шестаковым составлял проекты переделки съезжих домов в Москве. В 1833 году выполнил проект корпуса Межевого института, в 1836 году — придела церкви Николы Явленного на Арбате (не сохранилась).